# Le Repos en Égypte
Le Repos en Égypte est un tableau signé de Louis Gauffier (huile sur toile de 80 × 115 cm) réalisé en 1792 et conservé au Musée Sainte-Croix de Poitiers. Il représente l'épisode du Repos de la Sainte Famille en Égypte.

## Historique de l’œuvre
Le Repos en Égypte a été exécuté à Rome à la suite d'une commande de Thomas Hope. C’est là-bas que Thomas Hope, héritier d’une riche famille de banquiers, rencontre l'artiste lors de son Grand Tour. Il lui commande au moins cinq tableaux, dont La Générosité des dames romaines (1790), Le Repos en Égypte (1792) et Ulysse et Nausicaa (1798), tous trois conservés au Musée de Poitiers. À leur côté, prennent place Achille découvert parmi les filles de Lycomède et Hector réprouvant Pâris, dont la localisation reste encore inconnue à ce jour. Toutefois, on ne sait pas si le choix du sujet a été décidé par Thomas Hope, qui n'avait pas encore voyagé en Égypte, ou par  Gauffier, qui avait déjà montré son intérêt pour cette civilisation dans une œuvre antérieure.

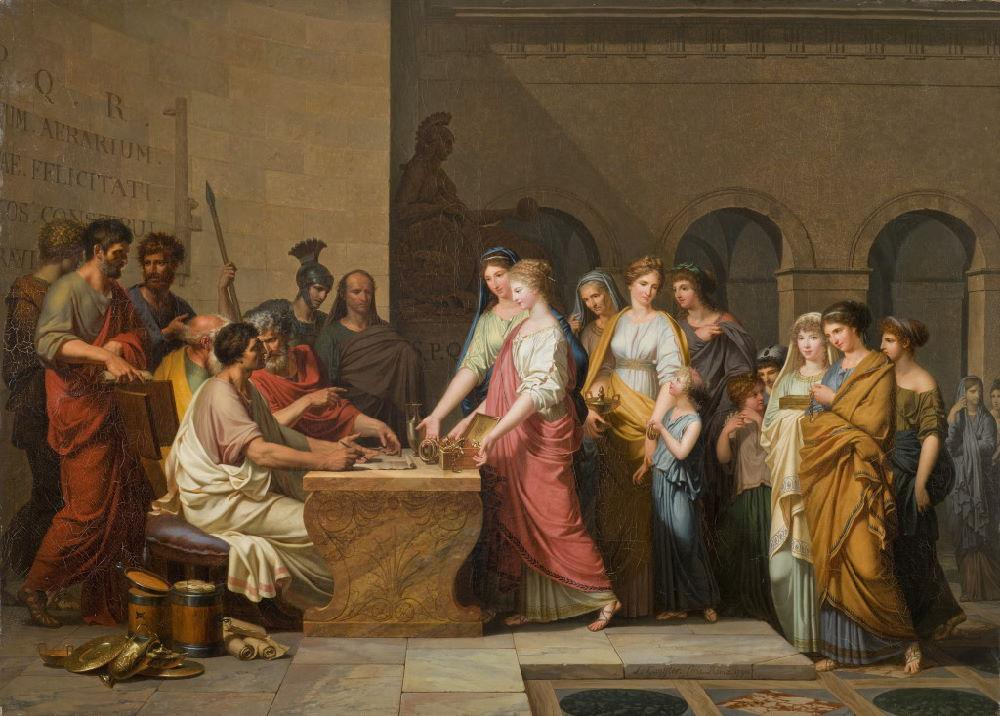
Louis Gauffier, La Générosité des femmes romaines, 1790.
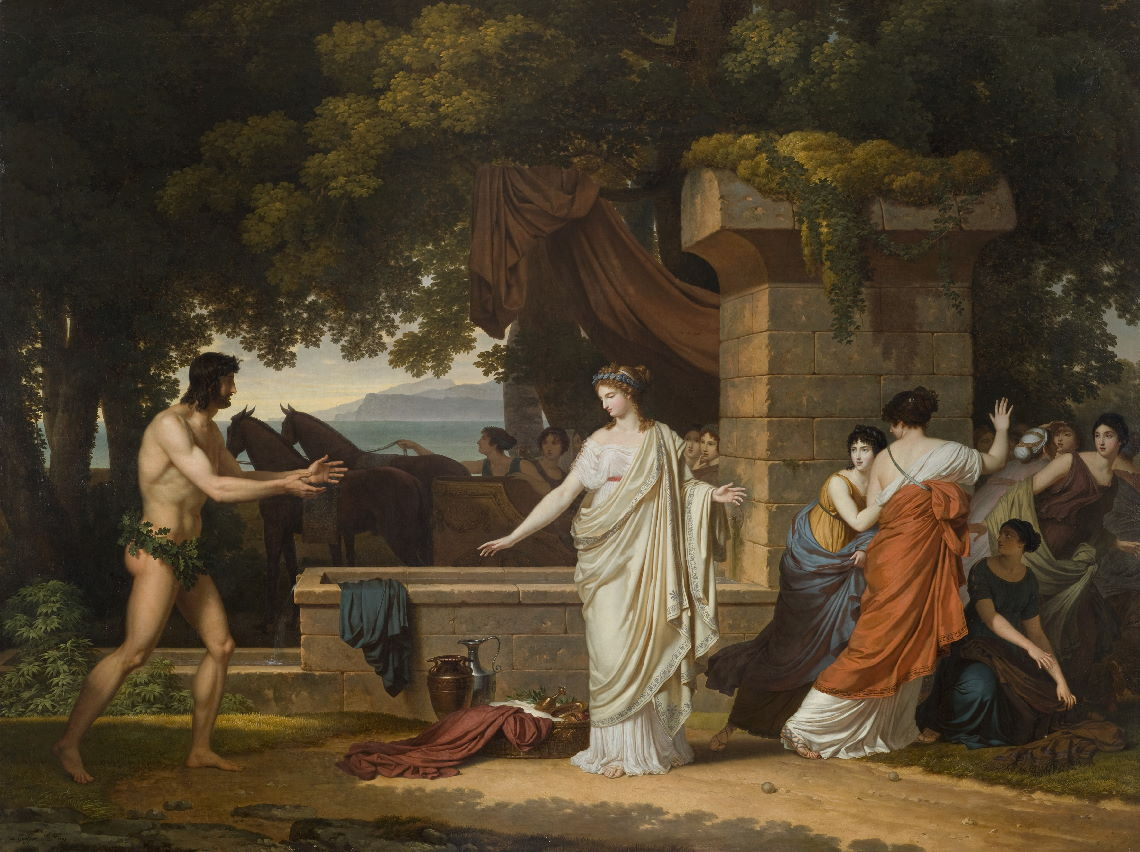
Louis Gauffier, Ulysse et Nausicaa, 1798.
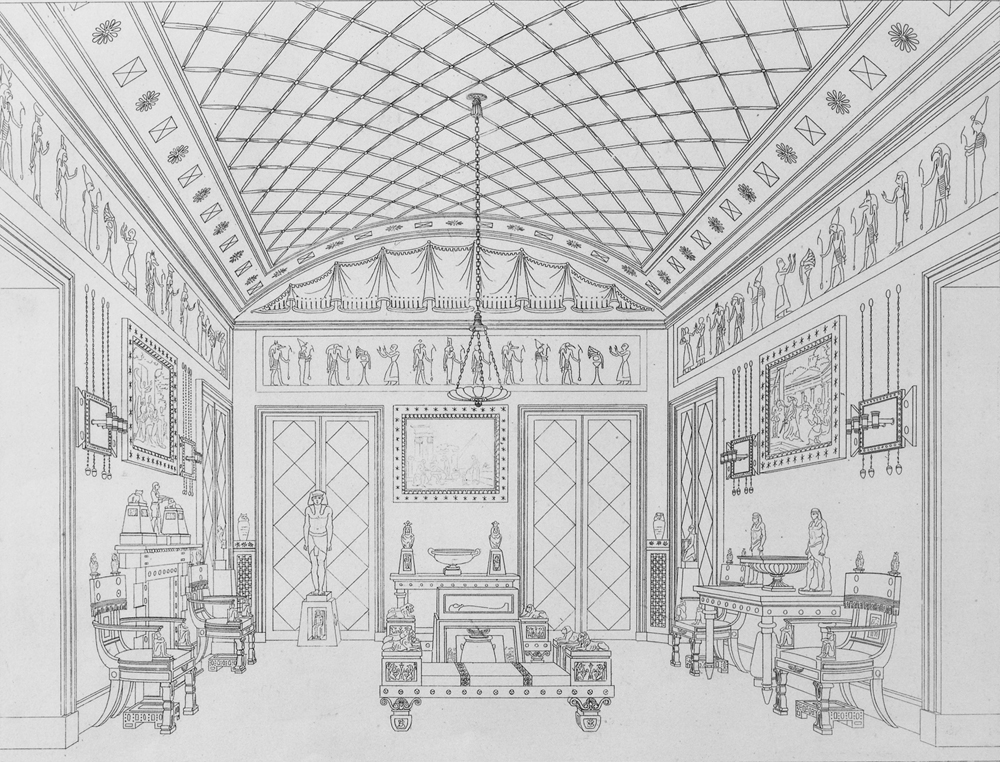
Emplacement du tableau au-dessus de la cheminée dans la pièce égyptienne de Thomas Hope à Duchess Street.

Le tableau sera conservé dans la demeure de Thomas Hope à Duchess Street (Londres), dans la salle égyptienne qu’il avait dessiné. La salle était peinte en bleu et en jaune pâle avec des peintures murales et des trompe-l'œil évoquant l’atmosphère d’une tombe de pharaon. Elle était décorée d’objets égyptiens (sculptures, momies) et d’inspiration égyptienne en granite et en basalte, notamment ramenés de ses voyages. Le tableau était installé au-dessus d’une cheminée en marbre noir.
L'œuvre sera conservée dans la famille de Thomas Hope et sera attribuée par héritage au Lord Francis Hope-Pelham-Clinton-Hope.
Le 20 juillet 1917, elle est vendue chez Christie's (no 55) à Londres et achetée par Dykes and sons (61 New Bond Street, Londres). Elle est l’objet d’une vente anonyme au palais des Congrès de Versailles (no 141) le 8 décembre 1974.
Le tableau est acquis le 7 février 1975 par les Musées de Poitiers, après consultation du Conseil artistique de la Réunion des Musées Nationaux, auprès de la Société Artibus S.A. de Genève.

## Expositions
- 1975 : Le XVIIIe siècle français : tableaux, dessins et sculptures des musées de province, Bruxelles, Musée des beaux-arts (26 septembre - 30 novembre)
- 1982 : Terre classique : Les peintres à Rome des années 1780, Stockholm, the National Swedish Art Museums (15 septembre - 28 novembre)
- 1989 : Ex Oriente Lux, Berlin-Ouest, Martin-Gropius-Bau Museum (28 mai -27 août)
- 1992 : Le Nil de Champollion, Rochefort, Musée d'Art et d'Histoire (15 mai - 31 août)
- 1994-1995 : Égyptomanie - L'Égypte dans l'art occidental de 1730 à 1930, Paris, Musée du Louvre (20 janv -18 avr), Ottawa, National Gallery of Canada (17 juin - 18 septembre), Vienne, Kunsthistorisches Museum (15 octobre - 15 janvier)
- 1996 : The Lure of Egypt: Land of the Pharaohs Revisited, Floride, Saint-Petersburg, Museum of Fine Arts (10 janvier - 22 juin)
- 2008-2009 : Thomas Hope, Regency Patron and Collector, Londres, Victoria and Albert Museum (21 mars - 22 juin), New York, Bard Graduate Center (septembre - janvier)
- 2022-2023 : Le voyage en Italie de Louis Gauffier, Montpellier, Musée Fabre (7 mai - 4 septembre), Poitiers, Musée Sainte-Croix (14 octobre - 12 février)[1]

## Description
Le Repos en Égypte présente une scène religieuse. Au premier plan, dans la partie centrale du tableau, prend place la Sainte Famille, avec la Vierge Marie, l’enfant Jésus et Joseph. Ils sont accompagnés par quatre anges qui adorent le Christ.
La Vierge, assise, est habillée d’une robe rose et d’un manteau bleu dans un style antiquisant, ses cheveux sont voilés, elle tient sur ses genoux l'Enfant nu qu’elle offre au regard du spectateur.
Dans la partie droite du tableau, se trouve Joseph assis, en retrait ; il est habillé de vêtements plus sombres et est en train de feuilleter un livre. Son regard est tourné vers la scène centrale, dont il est exclu, à la fois physiquement par le vide (le baluchon et la canne) qui le sépare du reste de la famille mais aussi visuellement avec l’opposition entre clarté et obscurité. En effet, le premier plan est baigné d'une lumière dorée tandis que le bosquet de l'arrière-plan se trouve dans l'ombre et que la percée sur les pyramides est éclairée par la lumière du désert.
Le Christ prend la forme d’un enfant nu aux cheveux blonds et bouclés. Installé sur les genoux de la Vierge, il tourne son regard vers le groupe d’anges à sa droite. Il prend en main du raisin, faisant écho à son sacrifice à venir ; son autre main, tenue par sa mère, est offerte au baiser du plus jeune ange.
La scène se déroule dans un cadre verdoyant composé d'un arbre massif situé à la gauche du tableau fermant la composition mais aussi d’une forêt orientale en partie composée de palmiers. La scène se déroule autour d’un pylône égyptien décoré de hiéroglyphes en partie cachés par le reflet du feuillage, la Sainte famille se reposant directement sur celui-ci. À la droite du tableau, se trouve un paysage désertique lointain, au milieu duquel se dressent deux pyramides qui forment un point de fuite. On note aussi la présence de l’âne dans l’ombre des arbres et le haut d’un temple antique caché par la verdure, marquant la lisière de la forêt.
La scène semble se dérouler dans une oasis au cœur du désert égyptien.
La Sainte Famille est entourée de quatre anges. Trois sont placés à la gauche du tableau ; le premier est debout et semble en mouvement tandis qu’il tient au-dessus du groupe un panier de fleurs champêtres ; les deux autres, aux cheveux longs et aux coiffures exotiques, sont agenouillés au niveau du Christ et lui tendent des victuailles : un plateau de raisin et une coupe. Ils sont tous habillés de vêtements blancs, amples, avec de lourds drapés dans un style antiquisant. Leurs ailes, même si elles ne sont pas visibles pour l’un des anges, sont colorées de bleu et de jaune.
Le quatrième et dernier ange est placé de l’autre côté du Christ ; il prend la forme d’un enfant avec un visage poupin, portant une robe légèrement transparente. Ses ailes sont plus petites et moins colorées que les autres. Il semble aussi le plus proche du Christ, dont il embrasse la main.

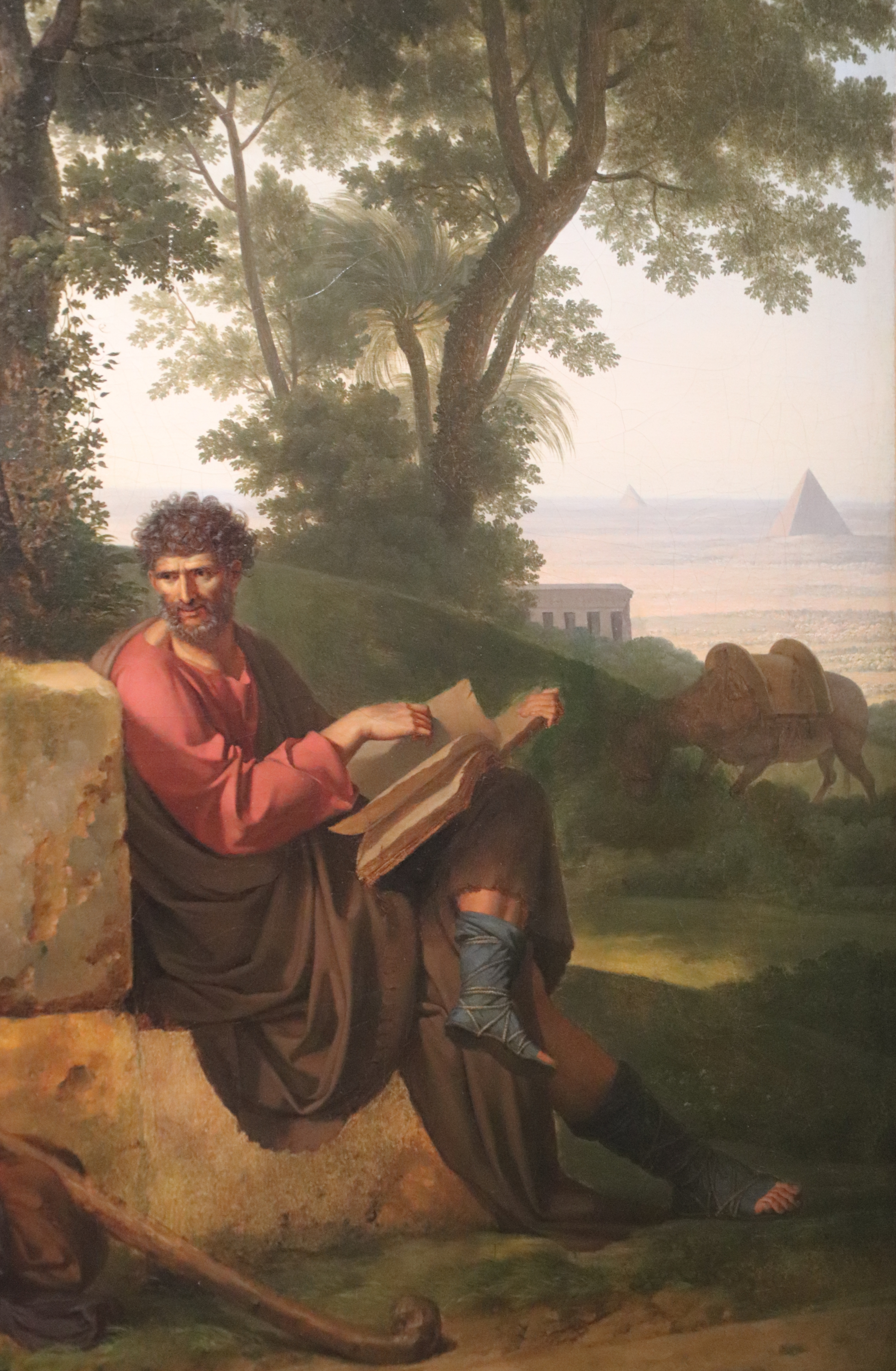
Joseph.
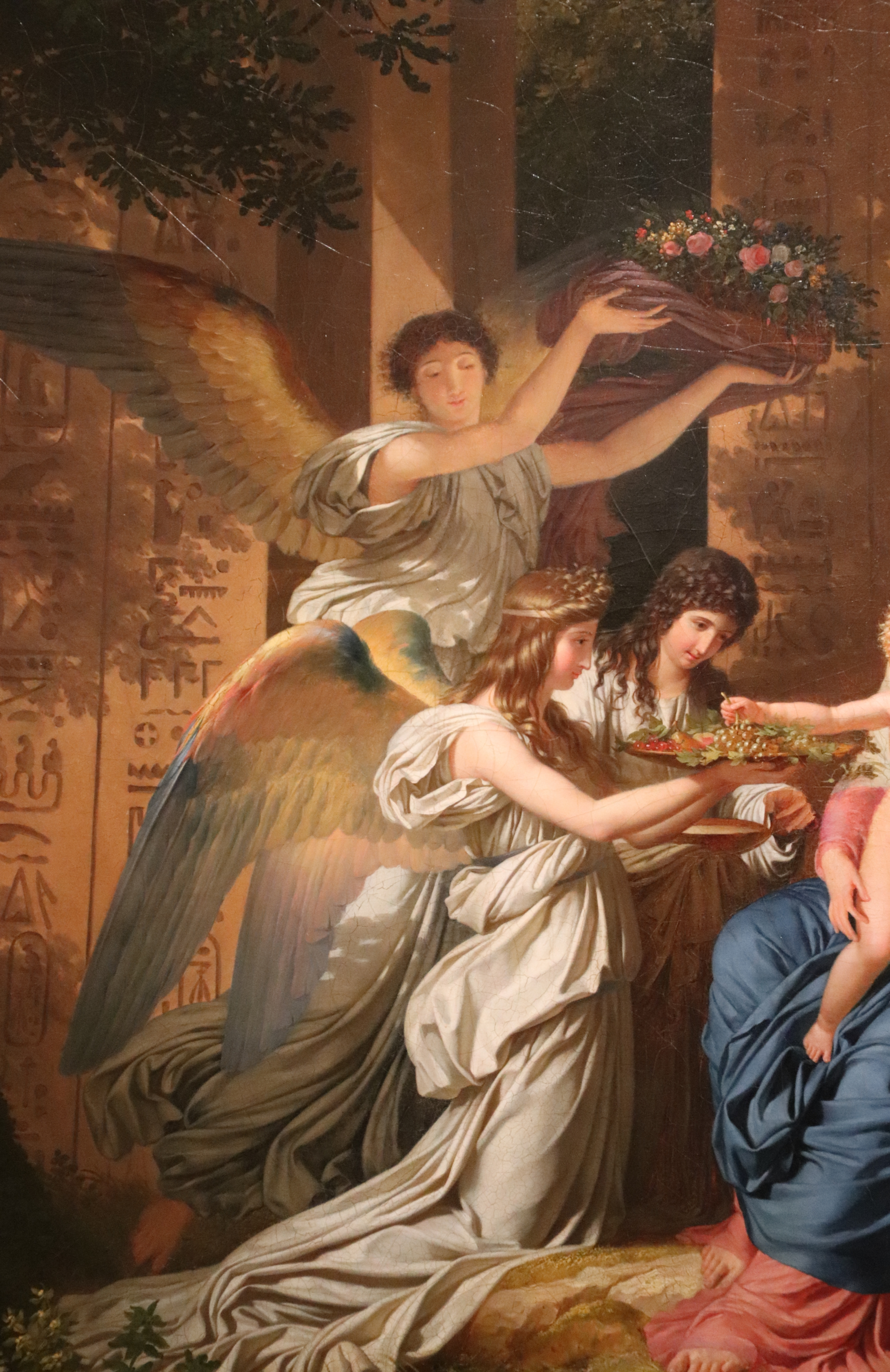
Anges.
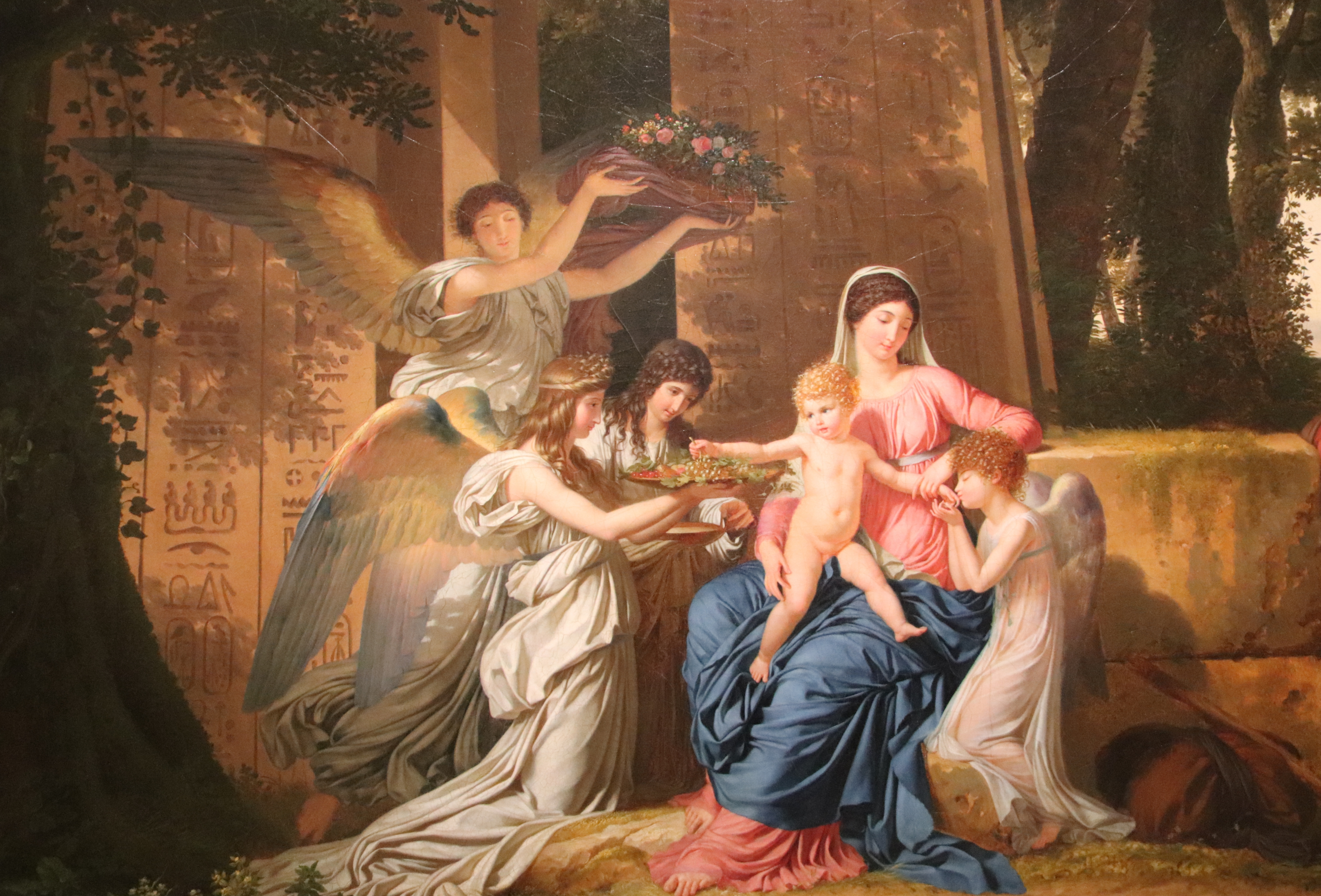
Marie et Jésus.

## Analyse iconographique

### Sources textuelles
Le Repos [de la Sainte Famille] en Égypte n’est jamais évoqué dans l’évangile selon Matthieu mais appartient bien au récit de la Fuite en Égypte. Il provient de nombreux textes apocryphes qui viennent fournir des détails et d'autres péripéties au récit de La Fuite en Égypte, notamment l’évangile apocryphe du pseudo-Matthieu et le texte de La Légende dorée. Cet épisode apparaît aussi dans le Coran et les traditions orales qui l’entourent.
Les iconographies d'œuvres attribuées à cet épisode sont multiples, autant que les différentes versions des textes et récits qui l'entourent.
Le récit de la fuite en Égypte est évoqué seulement dans l’évangile de Matthieu, dans une conception de la vie du Christ comme une histoire chronologique. Cet épisode est une conséquence et suite du Massacre des innocents perpétué par Hérode, roi de Judée qui cherche à supprimer le Messie, l’Enfant Jésus. Averti par un ange, la Sainte Famille entreprend de fuir en Égypte.
La fuite en Égypte et les péripéties qui ont pu y être associées reposent sur une même thématique : ce sont à chaque fois des épisodes dynamiques. En cela, l’épisode du Repos en Égypte est à comprendre à part.

### Représentation de la Vierge

Caravage, La Madone des pèlerins, 1604-1605, Basilique Saint-Augustin de Rome, Rome.

L’iconographie y est très statique : il s'agit d'un repos. Néanmoins, cette inaction permet aux  artistes d’y figurer souvent le thème iconographique de La Vierge à l'Enfant et ses sous-thèmes, difficilement représentables dans une scène dynamique. Ici, Gauffier propose une composition se rapprochant du sous-thème de La Vierge de l'humilité. La Vierge est privée de son trône, assise sur le soubassement du pylône, proche du sol. Ce choix est accentué par la représentation des pieds nus. On peut rapprocher cette représentation de celle de La Madone des pèlerins, peinte par Caravage entre 1604 et 1605.
Avec cette approche, Gauffier propose plus que l’image de l’humilité, il suggère aussi l’image d’une mère dévouée à son enfant, là où Joseph est très en retrait et dans l’ombre comme à son habitude. Gauffier fait le choix de la représenter vêtue d’une tenue rose et d'un manteau bleu qui repose sur ces genoux. En reprenant ces vêtements typiques de la représentation de la Vierge, Gauffier la met en valeur avec des couleurs chatoyantes baignées dans la lumière. Cette lumière dans laquelle baigne la Vierge et l’Enfant Jésus sur ses genoux souligne évidemment la religiosité de la scène et la sublime. La Vierge et l’Enfant ne sont pas nimbés, ce qui est assez commun pour cette scène, néanmoins la Vierge a les cheveux attachés et voilés d’un voile blanc qui apporte de la lumière autour de son visage. Elle est parfaitement détachée du fond, ce qui la met en valeur avec le jeu du clair-obscur.

### Miracle du palmier
Le don des fruits visible dans la composition provient d’un récit miraculeux se confondant avec le Repos en Égypte : « Le Miracle du palmier ». Ce nom désigne le même épisode mais en insistant sur un récit de l’évangile apocryphe du pseudo-Matthieu, où Marie s’arrêtant sous un palmier pour se reposer aurait eu faim en voyant ces fruits. Le Christ ordonne donc au palmier de se courber pour offrir ses fruits inaccessibles : il récompensera l’arbre avec la promesse qu’une palme sera bouturée dans le jardin de son père (à comprendre Dieu). L'ange intervient alors. On observe bien la présence d’un palmier derrière le pylône : le don serait donc bien évoqué par les anges et la coupe de fruits et fleurs qu'ils offrent à Marie.

#### Le palmier
« La figure du palmier » est relativement traditionnelle dans l’iconographie de cette scène. Plus largement, elle est aussi une figure sacrée, symbole de la fertilité, un arbre miracle des régions désertiques, un symbole pour désigner l'Égypte. Cet arbre est un symbole aux nombreuses facettes dans l’iconographie chrétienne : on lui doit le symbole de la palme comme symbole de victoire.

### L'âne
« La figure de l’âne » est en retrait. La tradition iconographique de la Fuite en Égypte est de représenter la Vierge et l’Enfant chevauchant un âne, il renvoie donc à cet épisode et accentue le lien entre Repos et Fuite dans le récit. L’âne est aussi un symbole d'humilité (pauvreté) de la Sainte Famille. Enfin, l’âne ou ânesse est une figure qu’on retrouve fréquemment aux côtés du Christ, qui n’est jamais accompagné d’un autre destrier, par exemple dans l’épisode de l’Entrée à Jérusalem. On en vient jusqu’à béatifier l’ânesse de cet épisode et à développer un culte autour de ses reliques, ce qui tend à montrer que l’importance de la représentation de cette figure dépasse la seule suite chronologique des évènements de la Fuite en Égypte.

## Analyse stylistique

### Le néoclassicisme de Gauffier
Le style de Gauffier est modelé par un enseignement basé sur la leçon classique auprès de Hugues Taraval et de l'Académie royale de peinture et de sculpture à Paris et qui se poursuivra à Rome (1784-1789). Cet enseignement était tourné vers la peinture d'histoire.
De manière générale, son art est empreint de cette leçon classique, notamment avec la disposition des figures alignées les unes à côté des autres comme une frise ou un bas-relief antique. Il s'inspire également du style de Poussin, en particulier dans la représentation des visages idéalisés.

Louis Gauffier s’inscrit parfaitement dans le néo-classicisme, sous l'influence de Jacques-Louis David. Toutefois, le néo-classicisme de Gauffier n’est pas sévère mais doux, délicat et joyeux. Il a recours à des couleurs plus sophistiquées, son trait est précieux et délicat. Il représente de belles draperies et est attentif aux détails, notamment à travers les petits objets et les parures. Son approche est érudite et archéologique mais Gauffier a un penchant pour les sujets tendres et féminins mais aussi mythologiques et religieux. 

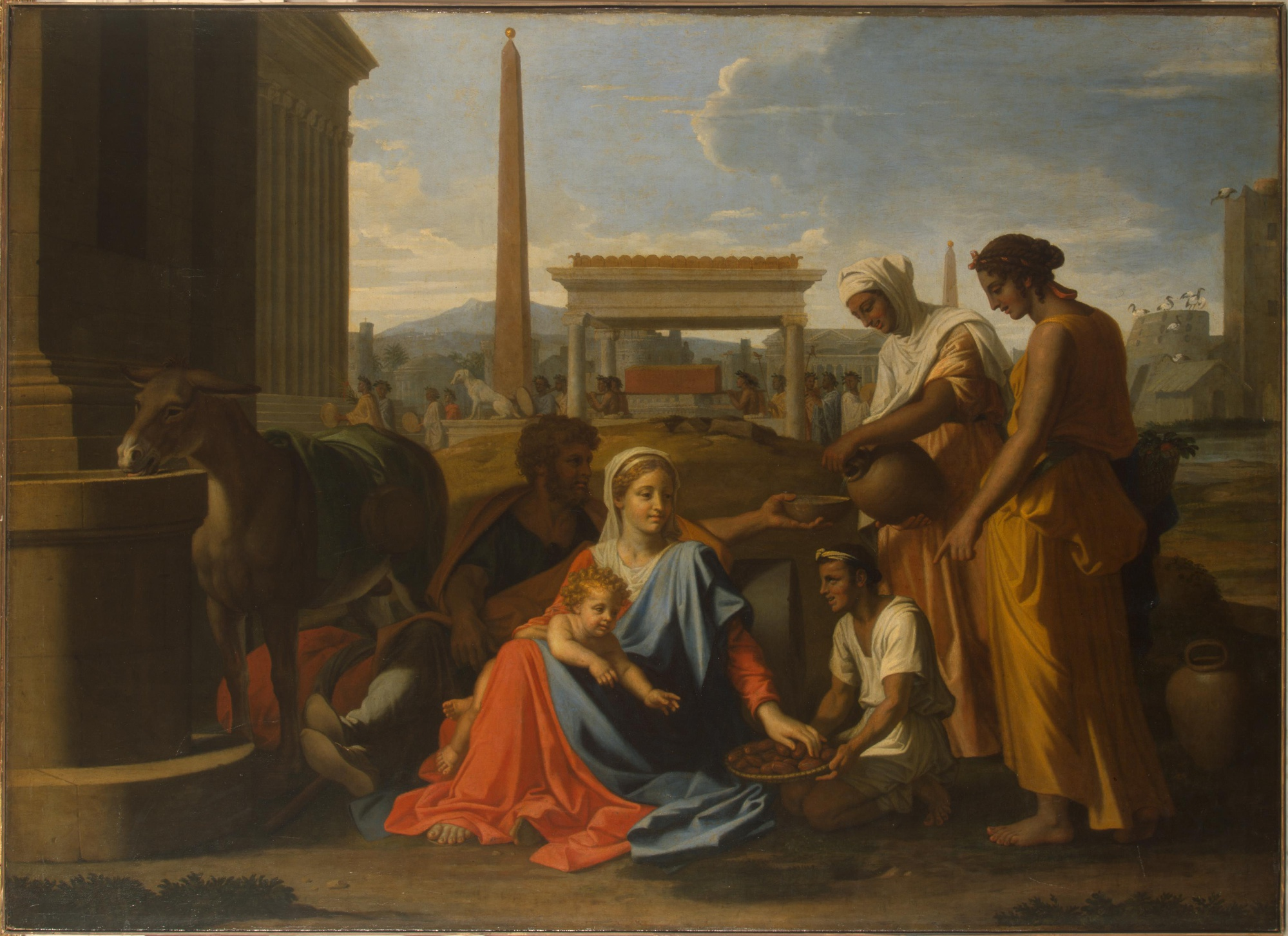
Nicolas Poussin, Le Repos durant la fuite en Égypte, 1655-1657, Musée de l'Ermitage, Saint-Pétersbourg.

Contrairement à David et ses élèves, son intérêt est particulièrement tourné vers le paysage, qu’il représente ici au second plan en donnant un effet rêveur permis par l’usage de la lumière déclinante dorée.
À travers le Repos en Égypte, il met en œuvre toutes ces caractéristiques, tout en incluant un intérêt pour l’égyptomanie. La préciosité est très présente dans cette œuvre et beaucoup de soin a été accordé aux ailes des anges et aux drapés. L'œuvre dégage une idée de sérénité et de majesté qui correspond parfaitement au moment que Gauffier a voulu représenter.
Malgré un sujet déjà traité par Raphaël ou Poussin, Gauffier le renouvelle et en fait un tableau considéré à ce jour comme un sommet de sa carrière.

#### Comparaison
Le néo-classicisme de Gauffier ne s'est jamais inscrit dans l'école de Jacques-Louis David (figure majeure du mouvement) mais s'est développé en parallèle de celle-ci.
Reconnu pour son style sévère et monumental, David combine un registre antique archéologiquement réaliste avec une belle facture où le dessin prime sur la couleur. Il a recours à des grands formats et à un discours à la fois moral et théâtral. Ses compositions sont simples et il reprend le clair-obscur du Caravage.

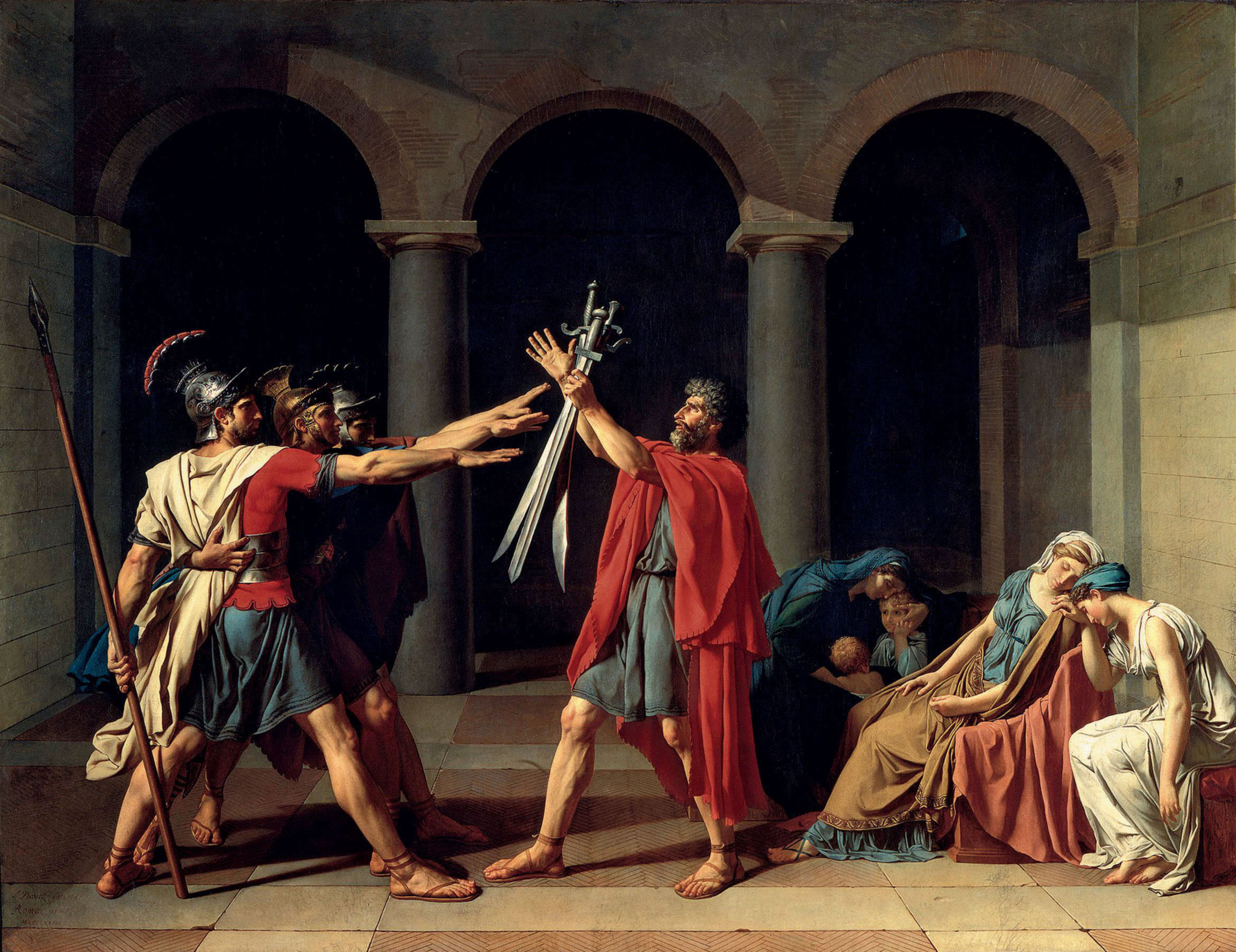
Jacques-Louis David, Le Serment des Horaces, 1784-1785, Musée du Louvre, Paris.

Le Serment des Horaces de David montre les grands traits caractéristiques du néoclassicisme. L’importance est mise sur le dessin et l’artiste a recours à des couleurs plutôt sombres, le coloris n’étant pas considéré comme important d’un point de vue esthétique. La lumière utilisée est froide car un éclairage doré était jugé trop sensuel.
Ici, David s'inspire d’un épisode de l'histoire légendaire romaine et utilise des motifs antiques découverts grâce aux fouilles archéologiques (Herculanum, Pompéi). La scène se déroule dans un espace fermé. La composition est simple et reprend un rythme ternaire dans l'architecture et la composition. Le traitement se fait en frise, avec un fort clair-obscur. On retrouve une dimension théâtrale et morale dans cette œuvre. La référence à l'Antiquité est visible à travers le choix iconographique, les vêtements et l'architecture rustique des colonnes notamment.

### La représentation de l’Égypte
Dans cette œuvre, Gauffier propose une manière révolutionnaire de représenter l’Égypte ancienne.

Il présente une Égypte archéologiquement convaincante avec le pylône égyptien décoré de hiéroglyphes. Pour ceux-ci, il se serait inspiré selon certaines hypothèses de l’obélisque situé devant le Panthéon à Rome, lieu où il aurait réalisé cette œuvre. Il aurait aussi pu être conseillé par l’archéologue danois et conservateur des collections égyptiennes du cardinal Borgia : Jörgen Zoega. 

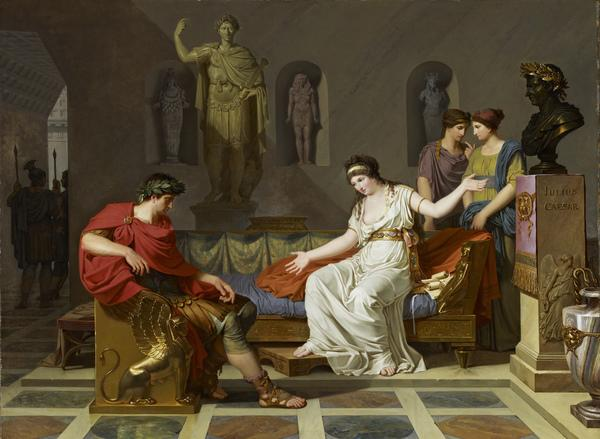
Louis Gauffier, Auguste et Cléopâtre, 1787-1788, National Gallery of Scotland, Edimbourg.

L’artiste a aussi pu s’inspirer d’aquarelles représentant des paysages et des monuments réalisées lors du voyage en Asie Mineure de Louis-François Cassas et exposées à Rome au palais du cardinal Bernis.
Dans l'une de ses œuvres antérieures, Auguste et Cléopâtre, exécutée entre 1787 et 1788 et aujourd’hui conservée à la National Gallery of Scotland, Gauffier avait déjà eu recours à ce répertoire égyptien. On peut voir dans les niches des statues d’Isis, d’Osiris et d’Apis pour lesquelles il se serait inspiré des modèles romains des musées du Vatican. On retrouve aussi des hiéroglyphes sur le mobilier.

#### Représentation de l’Égypte durant leXVIIIesiècle
Dans cette œuvre, l’artiste suit la mode éclectique du XVIIIe siècle  et l’intérêt naissant pour l’Égypte ancienne.
À cette période, grâce à une approche plus scientifique et avec le développement de l’archéologie, se fait jour une meilleure connaissance de l’Égypte ancienne, auparavant considérée comme mystique et mystérieuse. Dans les représentations plus anciennes, l’Égypte était associée à des éléments gréco-romains mieux connus et considérés comme moins étranges. Les objets et les décors égyptiens étaient rares et considérés comme moins purs et gracieux.
Grâce à l’intérêt grandissant des collectionneurs d’antiquités et à Piranèse, qui réalisera un décor d’inspiration égyptienne en Espagne et qui valorisera l’esthétique égyptienne dans ses écrits (Différentes manières d’orner les cheminées), se développe au XVIIIe siècle un goût nouveau pour l’Égypte ancienne.

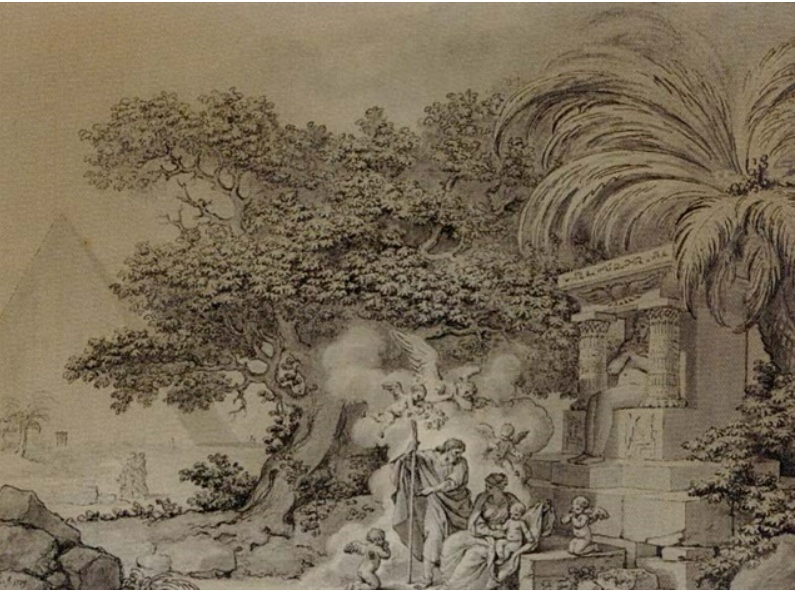
Jacques Augustin Pajou, Le repos durant la fuite en Égypte, 1779.

#### Comparaison
D’autres artistes que Gauffier reprendront cette esthétique réaliste dans la représentation de l’Égypte, comme Jacques Augustin Pajou dans Le Repos durant la fuite en Égypte exécuté en 1779 et dont le dessin est conservé à Paris (collection privée). La scène du Repos pendant la fuite en Égypte se déroule dans un décor qui comprend un autel isiaque décoré de hiéroglyphes et de statues, mais aussi une pyramide et des palmiers.

## Travaux préparatoires de l’œuvre
À ce jour, deux travaux préparatoires à l'œuvre sont connus : 
- Gauffier Louis, Esquisse pour Le Repos de la Sainte Famille pendant la Fuite en Égypte, date inconnue, huile sur toile, 29,8 × 39,3 cm, Maison de vente Sotheby’s.

- Gauffier Louis, Le Repos de la Sainte Famille en Égypte, date inconnue, plume et encre noire, 33,7 × 46,7 cm, Musée Fabre, Montpellier.

| Cartel | Image | Support | Différences |
| --- | ----- | --- | --- |
| Gauffier Louis, Esquisse pour Le Repos de la Sainte Famille pendant la Fuite en Égypte, date inconnue, huile sur toile, 29,8 × 39,3 cm, Maison de vente Sotheby’s. |       | Il pourrait s’agir d’une esquisse préparatoire peinte, destinée à être conservée par l’artiste ou bien à être vendue.                            | Les différences visibles : - Les herbes derrière l’ange de droite; - Les bandeaux dans les cheveux de l’ange blond situé à gauche; - Le rendu moins achevé donnant l’impression d’être esquissé; - Le format réduit |
| Gauffier Louis, Le Repos de la Sainte Famille en Égypte, date inconnue, Plume et encre noir, 33,7 × 46,7 cm, Musée Fabre, Montpellier                              |       | Il s’agit d’un dessin préparatoire particulièrement soigné réalisé à la plume et à l’encre avec un lavis d'encre brune rehaussé de pierre noire. | Les différences visibles : - La présence de plusieurs agrandissements visibles; - L’ange à la droite embrassant la main du Christ est ici nu et sexué. Une hypothèse propose qu’il pourrait s’agir de Saint Jean-Baptiste. - Sur les deux côtés de la corniche du portique on retrouve la représentation du disque solaire ailé; - La reprise du motif de l’aile d’Horus sur l’aile visible de l’ange portant un panier dont le contenu semble aussi différer; - Le contenu des bagages de la famille situé au sol |